# David Howell (joueur d'échecs)
Pour les articles homonymes, voir David Howell et Howell.
David Howell est un joueur d'échecs anglais né le 14 novembre 1990 à Eastbourne.
Au 1er novembre 2020, David Howell est le 87e joueur mondial et le numéro 2 anglais avec un classement Elo de 2 658  points.
Il a atteint le 37e rang mondial en avril 2019, avec un classement Elo de 2701 points.

## Carrière aux échecs

### Champion de Grande-Bretagne
Howell participa à son premier championnat britannique en 2000 (il avait moins de dix ans) et obtint le titre de grand maître international à seize ans en 2007. Il remporta le championnat britannique de parties rapides en 2008
Il a remporté trois fois le championnat d'échecs de Grande-Bretagne, en 2009, 2013 et 2014 (ex æquo avec Jonathan Hawkins)

### Tournois internationaux
Howell  finit troisième du tournoi Chess Classic de Londres en 2009 (derrière Magnus Carlsen et Vladimir Kramnik).
Il remporte le tournoi de Hastings en 2009-2010 (ex æquo avec Istratescu, Édouard et Hebden).
En juillet 2015, il remporte l'open de Leyde avec  8,5 points eur 9 et une performance Elo de 2 895.
Lors de la Coupe du monde d'échecs 2017, il fut éliminé au premier tour par Aryan Tari.
En 2019, lors du tournoi Grand Suisse FIDE, après une défaite lors de la onzième et dernière ronde, il finit à la dixième place ex aquo.
En 2023, il est éliminé au troisième tour de la coupe du monde.
| Année | Lieu     | Résultat       | Ultime adversaire | Adversaires battus                  |
| ----- | -------- | -------------- | ----------------- | ----------------------------------- |
| 2017  | Tbilissi | premier tour   | Aryan Tari        |                                     |
| 2023  | Bakou    | troisième tour | Wang Hao          | (exempt au premier tour) Ante Brkić |

### Olympiades
Howell a représenté l'Angleterre aux olympiades de 2008 (3e échiquier), 2010 (4e échiquier) et 2012 (au 4e échiquier).